# タマ (称号)
タマ（玉、魂、霊）は、3世紀から6世紀ごろの古代日本において、神名人名に多く用いられた語の一つ。

## 概要
上古の神名人名に多用された語であり、その本質については原始的カバネであったと見る説がある。また魂と通用する面もあり、一種の尊敬を表す称号であったともしている。

## 邪馬台国のタマ
3世紀の魏志倭人伝に伝えられた不彌国のタマ（多模）は対馬国や壱岐国のヒコ（卑狗）やモリ（卑奴母離）と同様に首長（長官や副官）に付けられた称号と考えられている。

## クニタマ
クニ（国）の首長称号としての「タマ」は神社や祭神名にも見出すことができる。「クニタマ（国玉、国魂、国霊）神社あるいは神」は「国を経営し功徳ある」カリスマ的存在を祭るものとして知られている。和泉国日根郡の「國玉神社」、常陸国真壁郡の「大国玉神社」、陸奥国磐城郡の「大国魂神社」、対馬国上縣郡の「嶋大國魂神社」、尾張国中嶋郡の「尾張大国霊神社」など約20地域の神社に「クニタマ」の名称が残されている。

## タマヒメ・タマヒコ
国の首長称号であるクニタマに女性称号のヒメが付いている神社および祭神がある。伊勢国度会郡の「大国玉比売神社」および伊豆国那賀郡の「国玉姫（国玉命神社祭神）」である。また男性称号の（ヒコが付いているクニタマには能登生国玉比古神社（祭神は多気倉長命）がある。能登生国玉比古神社のすぐ近くには能登比咩神社（祭神は能登比咩神）が存在し、2つの神社は併せて「ヒメヒコ神社」と呼ばれている（ただし能登部神社の祭神能登比古神を能登比咩神の兄神とするのが一般的である）。これら2つの神社は、古代のヒメヒコ制の名残を留めると考えられる。同じヒメヒコ神社でタマを名称に付けているものに武蔵国埼玉郡の前玉比売・前玉比古（前玉神社祭神）および大和国添下郡のクシダマヒメ・ヒコ（矢田坐久志玉比古神社祭神）がある。

## 祖先名としてのタマ
タマは主に「玉」や「魂」まれに「霊」という漢字が当てられ、氏族の祖先名や神名に用いられている。安曇氏の祖先であり海神でもある「トヨタマ（豊玉彦、豊玉姫）」、忌部氏の祖先に「フトダマ（太玉命）」、物部氏の祖先に「クシダマ（櫛玉命、久志多麻）」、恩智氏の祖先に「イクタマ（伊久魂、天活玉）」などである。また安岐国造の祖に「アキハヤタマ（飽速玉命）」、三嶋縣主の祖に「カミタマ（天神玉）」、玉作連の祖に「アカルタマ（天明玉命、櫛明玉命）」が見える。